# 黄大仙祠 (広州)
座標: 北緯23度05分46秒 東経113度13分32秒 / 北緯23.096135度 東経113.225668度
黄大仙祠（こうだいせんし；；英語: Wong Tai Sin Temple）は中華人民共和国広東省広州市茘湾区芳村にある道教寺院である。

## 概要
寺院は1853年に建造し、1889年と1904年に二度と内装を変えられた。珠江デルタ全域に大きな影響力を持っている。1900年代初頭に廃墟と孤児院に化したが、1978年以降に華僑が寺の再建を提案し、広州市政府に承認された。寺院は1995年に再建され、1999年に完成させた。
2015年8月19日、広州市政府が黄大仙祠を文化遺産に昇格させた。

## アクセス
地下鉄1号線芳村駅もしくは花地湾駅から徒歩12分。